# Georgbokiit
Georgbokiit ist ein sehr selten vorkommendes Mineral aus der Mineralklasse der „Oxide und Hydroxide“ mit der chemischen Zusammensetzung Cu5[O2|Cl2|(SeO3)2] oder vereinfacht Cu5[O|Cl|SeO3]2 und damit chemisch gesehen ein Kupfer-Selenit mit zusätzlichen Sauerstoff- und Chlorionen. Als enge Verwandte der Oxide und Hydroxide werden die Selenite in dieselbe Klasse eingeordnet.
Georgbokiit kristallisiert im monoklinen Kristallsystem und entwickelt komplexe, isometrische bis kurzprismatische Kristalle bis etwa 0,3 mm. Das Mineral ist durchsichtig und zeigt auf den Oberflächen der braunen bis schwarzbraunen Kristallen einen glas- bis diamantähnlichen Glanz. Seine Strichfarbe ist dagegen gelblichbraun.

## Etymologie und Geschichte
Georgbokiit wurde erstmals in Mineralproben entdeckt, die 1979 nach der großen Spalteneruption (1975 bis 1976) am Vulkan Tolbatschik auf der Halbinsel Kamtschatka im russischen Föderationskreis Ferner Osten gesammelt wurden. Die Analyse und Erstbeschreibung erfolgte durch Lidija Pawlowna Wergassowa, T. F. Semenowa, Stanislaw K. Filatow, S. V. Krivovichev, R. R. Schuwalow, V. V. Anan'yev (russisch: Л. П. Вергасова, Т. Ф. Семенова, С. К. Филатов, С. В. Кривовичев, Р. Р. Шувалов, В. В. Ананьев), die das Mineral nach dem sowjetischen Kristallchemiker Georgi Borissowitsch Boki (englisch: Georgiy Borisovich Bokii; russisch: Георгий Борисович Бокий; 1909–2001) benannten.
Das Mineralogenteam um Vergasowa reichte seine Untersuchungsergebnisse und den gewählten Namen 1996 zur Prüfung bei der International Mineralogical Association ein (interne Eingangs-Nr. der IMA: 1996-015), die den Georgbokiit als eigenständige Mineralart anerkannte. Die Publikation der Erstbeschreibung folgte drei Jahre später im russischen Fachmagazin Доклады Академии наук [Doklady Akademii Nauk] (deutsch: Berichte der Akademie der Wissenschaften) und wurde im Jahr 2000 mit der Publikation der New Mineral Names im englischsprachigen Fachmagazin American Mineralogist nochmals bestätigt.
Das Typmaterial des Minerals wird in der Mineralogischen Sammlung des Bergbaumuseums und der Staatlichen Bergbau-Universität Sankt Petersburg (ehemals Staatliches Bergbauinstitut) in Sankt Petersburg (Nr. 3030 und 1/18272) aufbewahrt.

## Klassifikation
Da der Georgbokiit erst 1996 als eigenständiges Mineral anerkannt wurde, ist er in der seit 1977 veralteten 8. Auflage der Mineralsystematik nach Strunz noch nicht verzeichnet. Einzig im Lapis-Mineralienverzeichnis nach Stefan Weiß, das sich aus Rücksicht auf private Sammler und institutionelle Sammlungen noch nach dieser alten Form der Systematik von Karl Hugo Strunz richtet, erhielt das Mineral die System- und Mineral-Nr. IV/K.05-50. In der „Lapis-Systematik“ entspricht dies der Klasse der „Oxide und Hydroxide“ und dort der Abteilung „Sulfite, Selenite und Tellurite“, wobei in den Gruppen IV/K.01 bis 10 die Sulfite, Selenite und Tellurite mit Brugruppen [XO3]2− und Verwandte eingeordnet sind. Georgbokiit bildet hier zusammen mit Albertiniit, Allochalkoselit, Burnsit, Chloromenit, Gravegliait, Hannebachit, Ilinskit, Nicksobolevit, Orschallit, Parageorgbokiit, Prewittit und Sophiit eine eigenständige, aber unbenannte Gruppe (Stand 2018).
Die von der IMA zuletzt 2009 aktualisierte 9. Auflage der Strunz’schen Mineralsystematik ordnet den Georgbokiit in die erweiterte Abteilung der „Arsenite, Antimonite, Bismutite, Sulfite, Selenite, Tellurite; Iodate“ ein. Diese ist weiter unterteilt nach der möglichen Anwesenheit von zusätzlichen Anionen und Kristallwasser, so dass das Mineral entsprechend seiner Zusammensetzung in der Unterabteilung „Selenite mit zusätzlichen Anionen; ohne H2O“ zu finden ist, wo es nur zusammen mit Parageorgbokiit die „Georgbokiit-Gruppe“ mit der System-Nr. 4.JG.05 bildet.
Die vorwiegend im englischen Sprachraum gebräuchliche Systematik der Minerale nach Dana ordnet den Georgbokiit dagegen in die Klasse der „Sulfate, Chromate und Molybdate“ und dort in die Abteilung und gleichnamige Unterabteilung der „Selenite, Tellurite und Sulfite“ ein. Hier ist er zusammen mit Chloromenit in der „Chloromenitgruppe“ mit der System-Nr. 34.06.07 zu finden.

## Chemismus
In der (theoretisch) idealen, das heißt stoffreinen Zusammensetzung von Georgbokiit (Cu5[O2|Cl2|(SeO3)2]) besteht das Mineral im Verhältnis aus fünf Teilen Kupfer-Kationen (Cu2+) sowie zwei Selenit-Anionen ((SeO3)2−) und für den Ladungsausgleich in der Verbindung zusätzlich zwei Sauerstoff- (O2−) und zwei Chlor-Anionen (Cl−).
Diese Zusammensetzung entspricht einem Massenanteil (Gewichts-%) der Elemente von 47,10 Gew.-% Cu, 23,41 Gew.-% Se, 18,97 Gew.-% O und 10,51 Gew.-% Cl oder in der Oxidform aus 58.96 Gew.-% CuO, 32,90 Gew.-% SeO2 und 10,51 Gew.-% Cl (−O = Cl2 = 2,37 Gew.-%).
Insgesamt 13 Mikrosondenanalysen am Typmaterial vom Tolbatschik ergaben dagegen eine leicht abweichende durchschnittliche Zusammensetzung von 58,17 Gew.-% CuO, 33,09 Gew.-% SeO2 und 10,96 Gew.-% Cl (−O = Cl2 = 2,47 Gew.-%) sowie zusätzlich 0,22 Gew.-% ZnO, das einen Teil des Kupfers in der Formel vertreten (Substitution, Diadochie) kann. Aus diesen Werten errechnet sich die empirische Formel (Cu4,92Zn0,02)Σ=4,94O1,91(Se2,01O6)Cl2,08, die zur eingangs genannten Formel idealisiert wurde.

## Kristallstruktur
Georgbokiit kristallisiert in der monoklinen Raumgruppe P21/c (Raumgruppen-Nr. 14) mit den Gitterparametern a = 6,03 Å; b = 13,74 Å; c = 5,56 Å und β = 95,7° sowie zwei Formeleinheiten pro Elementarzelle.

## Bildung und Fundorte
Georgbokiit bildet sich als Sublimationsprodukt aus vulkanischen Gasen an Fumarolen, wo er unter anderem vergesellschaftet mit Burnsit, Chloromenit, Cotunnit, Halit, Ilinskit, Moissanit und Sophiit auftreten kann.
Bisher konnte Averievit nur an seiner Typlokalität im Bereich der großen Spalteneruption sowie am zweiten Schlackenkegel des nördlichen Ausbruch und an der Fumarole Glawnoje („Hauptfumarole“) am südlichen Ausbruch des Tolbatschik auf Kamtschatka entdeckt werden (Stand 2020).